# Elias Viljanen

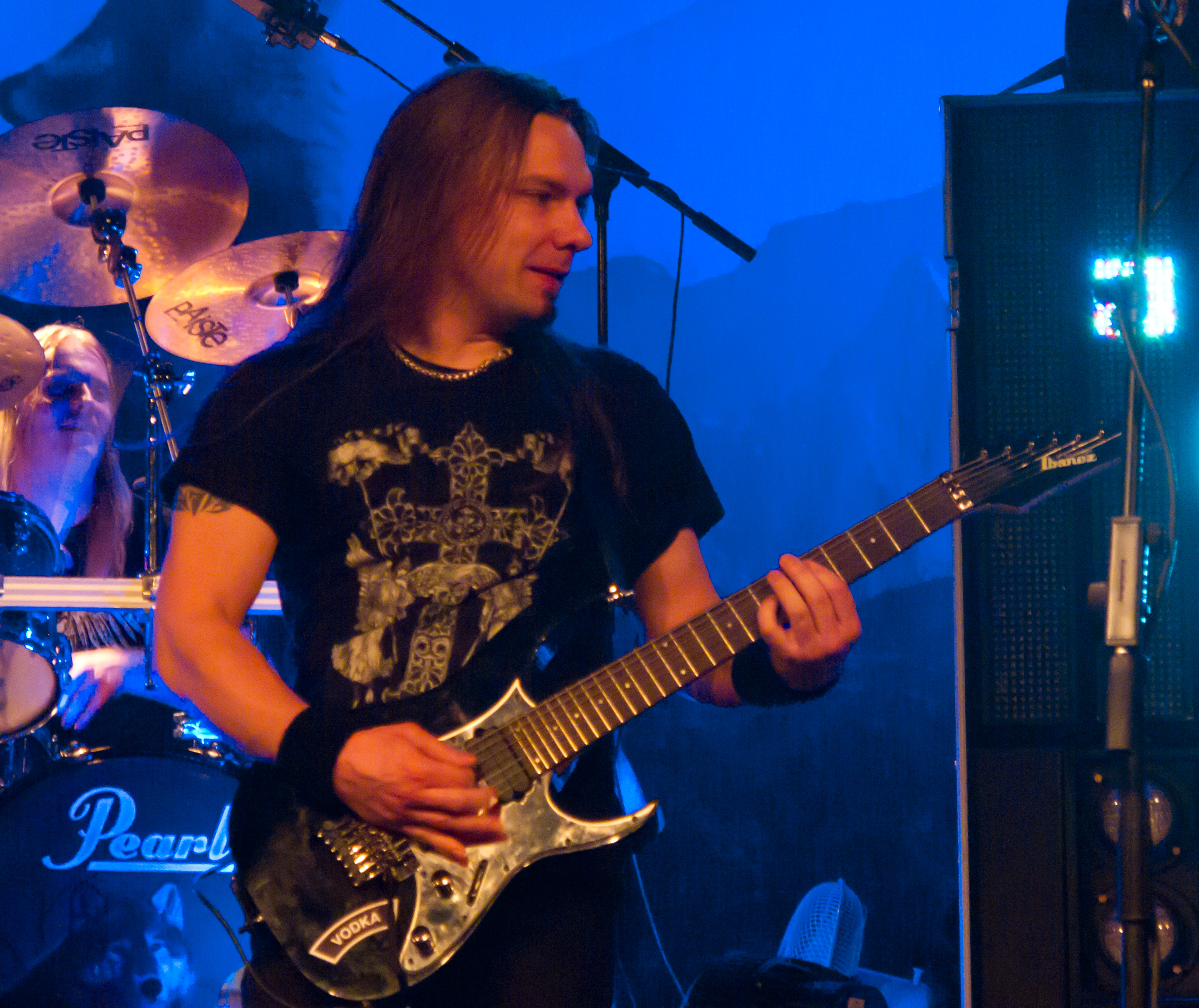
Elias Viljanen mit Sonata Arctica, 2011

Elias Viljanen (* 8. Juli 1975 in Kemi) ist ein finnischer Musiker.
Viljanen schloss sich Sonata Arctica im Frühling 2007 an, um den vorherigen Gitarristen Jani Liimatainen zu ersetzen.

## Leben
Viljanen wurde 1975 geboren und begann im Alter von acht Jahren Gitarre zu spielen, ab dem  Alter von 13 Jahren spielte er in kleinen örtlichen Bands, mit 17 Jahren erhielt er einen ersten Plattenvertrag.
In den frühen 1990ern wurde Viljanen in die Musik von Steve Vai und Joe Satriani eingeführt. Einige Zeit später entwickelte  eine Vorliebe für die Musik von Satriani. Viljanen listet auch die Band Dream Theater als Einfluss auf seinen Progressive Metal, der ihn auch zu seinem heutigen Stil gebracht hat.
2001 verbrachte er einige Monate damit, seine Musikideen aufzuschreiben und ein Demo-Band zu produzieren. Die Plattenfirma „Lion Music“ bot ihm daraufhin einen Plattenvertrag  und produzierte sein erstes Album.
2003 wurde das Album in den Top ten Hard/shred CDs bei www.guitar9.com platziert. 2004 bot Lion Music Viljanen wieder einen Plattenvertrag an, und das zweite  Solo-Album, „The Leadstar“, kam heraus.
Viljanen ging ab 2007  mit der Band Sonata Arctica 2007 auf Tournee, ab 8. August wurde er ständiges Band-Mitglied. Da sein Vorgänger Liimatainen seinen  Zivildienst in Finnland nicht abgeleistet hatte, war es zu Meinungsverschiedenheiten zwischen ihm und der Band gekommen, er wurde aus dem Vertrag entlassen und Viljanen erhielt seine Chance.  2009 produzierte er zusammen mit Sonata Arctica das  Album „Days of Grays“.

## Diskografie
Mit Sonata Arctica
- The Days Of Grays (2009)
- Stones Grow Her Name (2012)
- Pariah’s Child (2014)
- Ecliptica - Revisited: 15th Anniversary Edition (2014)
- The Ninth Hour (2016)
- Talviyö (2019)
- Acoustic Adventures - Volume One (2022)

Elias Viljanen
- Taking the Lead (2002)
- The Leadstar (2005)
- Fire-Hearted (2009)

Mit Twilight Lamp
- Grandiose (1999)[3]

Als  Gast bei Celesty
- Vendetta(2009). Gitarrensolo im Lied „Feared By Dawn“